# تاريخ اليمن العسكري
تتضمن هذه المقالة تاريخ تأسيس وتكوين الجيوش في اليمن سواء في ظل الاستعمار البريطاني لجنوب وشرق اليمن أو في وجود المملكة المتوكلية اليمنية وبعد قيام الثورات وتكوين الجيش الجديد في الدولتين ومراحل تطور الجيش قبل الوحدة وبعدها.

## جنوب اليمن

### الاستعمار البريطاني

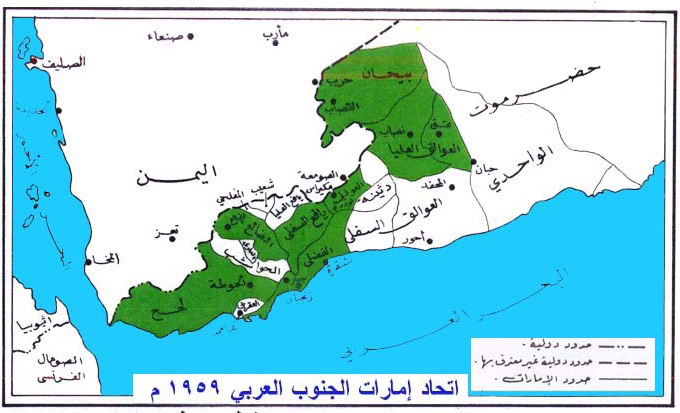
اتحاد إمارات الجنوب العربي عام 1959

في الشطر الجنوبي من اليمن لم يتقرر إنشاء أول تشكيل عسكري نظامي في ظل الاحتلال البريطاني إلا عام 1918م أي بعد مضي 79 عامًا على الاحتلال، تم إنشاء جيش محلي تحت مسمى “الكتيبة اليمنية الأولى” إلى جانب قوات الاحتلال البريطانية، تم تعيين القائد العسكري البريطاني الكولونيل نيل ليك” قائدًا للكتيبة اليمنية الأولى، وتكونت من أربعمائة جندي وصف ضابط وضابط، ينتمون جغرافيًا إلى جنوب اليمن وشماله، وبلغ عدد الضباط اليمنيين فيها ثلاثة عشر ضابطًا، ونسبة الجنود الشماليين إلى الجنوبيين 4:1 منذ إنشائها وحتى تسريحها من الخدمة عام 1925م، وذلك عقب قيام جنود مرتب جزيرة ميون من الكتيبة بقتل اللفتنانت لورانس عام1923م، وغادر الجنود اليمنيون الجزيرة عقب عملية الاغتيال إلى منطقة الشيخ سعيد في باب المندب ومنها إلى شمال اليمن، الأمر الذي جعل البريطانيين يعيدون حساباتهم في ما يتعلق بإخلاص الجنود اليمنيين لسلطات الاحتلال.
في نفس الوقت الذي كان فيه إعداد «الجيش المظفر» في شمال اليمن ما يزال قائمًا منذ 1919، قامت السلطات البريطانية عام 1928 بإنشاء عدد من القوات النظامية المحلية في أكثر من منطقة من مناطق الجنوب هي:
1. جيش محمية عدن ”جيش الليوي”
2. البوليس المسلح في مستعمرة عدن “ِِAram police”.
3. الحرس القبلي”T.g”.
4. الحرس الحكومي”G.G”
5. الجيش النظامي اللحجي.
6. جيش المكلا النظامي.
7. الشرطة القعيطية المسلحة.
8. قوة السلطنة الكثيرية.
9. جيش البادية الحضرمي.
10. بعض التشكيلات العسكرية الصغيرة في المحميات الشرقية.

### جيش الليوي
أنشأت سلطات الاحتلال البريطاني جيش الليوي (وهي تسمية مشتقة من الكلمة الإنجليزية "leviers") التي تعني “مجندون” أو قوة مجندة) أسندت تبعيته لسلاح الجو الملكي البريطاني، بعد أن حقق نجاحات كبيرة في ضرباته التي وجهها لقوات المملكة المتوكلية اليمنية، سواء في مناطق الأطراف أو بعض مدن وقرى المناطق الوسطى. وترتب على تلك النجاحات تغيير جوهري في الإستراتيجية العسكرية البريطانية تجاه مستعمرة عدن والمحميات التسع، حيث أدركت أن الاعتماد على سلاح الجو الملكي البريطاني هو أنجع وسيلة للتعامل مع جيش الإمام يحيى حميد الدين، وإخضاع المحميات الغربية والشرقية، وإحكام السيطرة عليها والتغلب على طبيعتها الجبلية الصعبة.
وقد جاء إنشاء هذا الجيش في إطار الإستراتيجية البريطانية الجديدة في اليمن أطلق عليها مصطلح: “إلى الأمام” وقامت على الآتي:
1. الاستغناء عن قواتها البرية التي أثقلت كاهلها بالأعباء الاقتصادية، وفشلت في السيطرة على المحميات.
2. الاستعاضة عنها بقوات محلية محدودة، كما وكيفا، تتمكن بواسطتها من الدخول إلى الأرياف، وخلق نوع من التواصل مع قبائل المحميات القبلية المتمرسة في القتال، وتكوين علاقات صداقة مع زعمائها من خلال منحهم بعض المساعدات المالية، وخاصة الشخصيات الاجتماعية المؤثرة منها.
3. تعزيز نفوذ السلاطين والأمراء الموالين للحكومة البريطانية، وإخضاع المتمردين بواسطة الطيران.

وفي سبيل تعزيز إستراتيجية “إلى الأمام” اتخذت الإدارة الاستعمارية جملة من الإجراءات أهمها:
1. 1. فصل عدن ومحمياتها عن حكومة الهند وربطها ماليًا وإداريًا وسياسيًا بقيادة سلاح الجو الملكي البريطاني في لندن مباشرة.
  2. إنشاء السرب السابع قاذفات في عدن لضرب الجيش الإمامي في الشمال وضرب المتمردين في الجنوب.
  3. فرض نظام الاستشارة بدلًا عن الحماية على السلاطين والأمراء.
  4. إنشاء ما سُمِّي بجيش محمية عدن “الليوي” وربطه ماليًا وإداريًا بسلاح الجو الملكي البريطاني في لندن، وتم تعيين كبار قادته من هذا السلاح.

تم تعيين الضابط البريطاني الكولونيل “ليك” أول قائد له، والذي اختار منطقة الشيخ عثمان كمقر لقيادة جيش الليوي.
وقد عرف عن ذلك القائد ميله وإعجابه بأبناء المحميات الشرقية، وخاصة أبناء منطقة العوالق، بحجج مختلفة منها أنها تحت السيطرة المباشرة لسلطات الاحتلال، فيما كثير من المناطق الغربية تحت سيطرة الأتراك، لذلك فقد كان معظم المجندين من تلك المنطقة، وهو ما جعل قيادة ذلك الجيش ترفض قبول كثير من راغبي التجنيد من المناط الأخرى، ومنها منطقة يافع التي تم رفض تسعمائة مجند من أبنائها بحجة أنهم جاؤوا متأخرين، الأمر الذي أدى إلى تذمرات كبيرة في أوساط تلك القبائل.
وكان ذلك قبل توقيع اتفاقية الحدود مع المملكة المتوكلية اليمنية عام 1934م ثم تقرر أن يكون التجنيد بنسب معينة لكل إمارة وسلطنة بحسب الكثافة السكانية، كما أنه كان يتم استبدال الجنود الذين تنتهي خدمتهم لسبب أو لآخر من نفس المنطقة، وذلك حفاظًا على التوازن القبلي، لأن الانتماء إلى الجيش كان يترتب عليه تحرك في بنية المجتمع، أو ما يعرف بـالحراك الاجتماعي الناتج عما يتحقق للمنتسب من عائد مالي ثابت كل شهر، الأمر الذي يعني أول ما يعني حياة معيشية أسرية مستقرة إلى حد ما، من ناحية، ووضعاً اجتماعيًا أفضل، بفعل المكانة الاجتماعية التي تكون لمنتسبي الجيش، بالإضافة إلى المستوى المعيشي الأفضل في الثكنات والرعاية الصحية التي تنعدم في الأرياف، بغض النظر عن كون ذلك الجيش كان تحت السيطرة الاستعمارية، بدليل أن الكثير من أبناء القبائل كانوا يتوافدون على مقر التجنيد بأعداد كبيرة بهدف الالتحاق بتشكيلاته المختلفة، وكان لزعماء القبائل الكثير من مواقف الاحتجاج على رفض السلطات البريطانية قبول أعداد كبيرة من أبنائهم.

#### التكوين
كان جيش الليوي يتكون في بداية تشكيله من كتيبة مشاة تضم مائتي فرد، الكثير منهم (ضباطًا وأفرادًا) من منتسبي الكتيبة اليمنية الأولى التي تم تسريحها عام 1925م، وكذلك فرقة من الهجانة مكونة من خمسين رجلًا وستين جملًا، وتعين لقيادتها بعد ذلك في 1931م القائد البريطاني “هاميلتون” الذي لعب دورًا مهمًا في إنشاء القوات المحلية في الثلاثينيات من القرن العشرين، وساعده في ذلك الضابط اليمني أحمد صالح المقطري.
في سنة 1945م وصل عدد جيش الليوي إلى ألف وثمانمائة عنصر من مختلف الرتب، وذلك بعد أن امتد نشاطه إلى المناطق الريفية للمشاركة في قمع الانتفاضات القبلية ضد الاستعمار البريطاني. وكان جيش الليوي ينقسم إلى طوابير، ويسمى كل طابور باسم منطقة منتسبيه مثل: طابور العوالق، والطابور العوذلي...إلخ.
وقد تم إنشاء مركز تدريب خاص في ضاحية عدن لتدريب جيش الليوي، وكانت برامج التدريب شاملة من التعليم الأولي حتى التدريب على الأسلحة وفنون القتال المختلفة، ثم أضيف إلى البرنامج التدريب على فنون الدفاع الجوي، في مواجهة الغارات الجوية المحتملة، وحقق الليويون في ذلك نجاحات طيبة في مواجهة الغارات الجوية الإيطالية عام 1940م، وتمكن أحد منتسب وحدة الدفاع الجوي (علي سالم حصامة) من إسقاط طائرة إيطالية فوق سماءعدن مباشرة.
تم تزويد جيش الليوي بالأسلحة الفردية من نوع “لي إنفليد وسملك (شرفا وكندا) والقنابل اليدوية وعدد من الأسلحة المتوسطة والثقيلة من أعيرة مختلفة، منها: رشاشات “برن” مدافع هاون بوصتين وثلاث بوصات، مدفعية الـ م/ط.

### البوليس المسلح في عدن
تم إنشاء البوليس المسلح في عدن في نفس الفترة التي اُنشئ فيها جيش الليوي عام 1928م. وقد تزايدت قوات البوليس المسلح منذ تأسيسها وحتى عام 1947م على النحو التالي:
1. 115 جنديا من أصل هندي بقيادة ضابط هندي عند التأسيس
2. 215 جنديا عام 1931، وينتمون إلى الجنسيات التالية:
3. 116 جنديا يمنيًا.
4. 96 جنديا هنديًا.
5. 34 جنديا صوماليًا.

- وفي عام 1947 تم تجنيد 648 جنديًا، وحينها تم تنظيم البوليس المسلح في فرقتين هما:
  1. الفرقة الأولى وعدد أفرادها (250) فردًا أطلق عليها اسم “الشرطة المسلحة”.
  2. الفرقة الثانية، وعدد أفرادها (391) فردًا وأُطلق عليها تسمية “البوليس المدني” وتعين لقيادتها القومندان” إن. جي. ماكلين”. يعاونه ستة من كبار الضباط البريطانيين.

### الحرس القبلي (Tribal Guard)
تم إنشاء الحرس القبلي، الذي عرف (Tribal Guard) اختصار بـ (T.G) عام 1934م بعد التوقيع على اتفاقية الحدود بين سلطات الاحتلال البريطاني والمملكة المتوكلية اليمنية. وقد كان عبارة عن قوات محلية داخلية ينتمي معظم، إن لم يكن كل أفرادها إلى أقارب السلاطين والأمراء والمشايخ بشكل مباشر.
وعلى الرغم من تبعية تلك القوة للسلاطين والأمراء والمشايخ إلا أن أيًا منهم لا يستطيع أن يكلفها بأية مهمة خارج عملهم اليومي الروتيني، دون موافقة قائد الحرس القبلي الفعلي الضابط السياسي “هاميلتون”.
ففي المحميات الغربية، كما يشير سلطان ناجي “تعين هاميلتون في عام 1934 ضابطًا سياسيًا بدلًا عن الكولونيل “ليك” وأصبح بمثابة الحاكم المطلق للمحميات الغربية، وقام بإنشاء ما يسمى بالحرس القبلي في الإمارات والمشيخات الرئيسية التي تمر فيها القوافل، وبدأ بكل من الحواشب والضالع والفضلي، وكان الهدف من إنشاء تلك القوات القبلية المحلية هو حراسة الطرق بالإضافة إلى تدعيم مركز الأمير والسلطان، وإخضاع القبائل المناوئة لحكمه، وكان أفراد كل قوة يبلغون حوالي المائة مع قوات احتياطية تبلغ في بعض الحالات حوالي أربعمائة، كما في إمارة الضالع مثلًا”.
- تموضع قوات الحرس القبلي T.G:

عندما تقرر إنشاء قوة الحرس القبلي حددت حصص معينة من المجندين لكل إمارة وسلطنة وفق الكثافة السكانية وذلك على النحو التالي:
1. إمارة الضالع: (150) فردًا ومركزها إمارة الضالع.
2. سلطنة الفضلي: (75) فردًا ومركزها شقرة.
3. سلطنة الحواشب: (50) فردًا ومركزها المسيمير.
4. سلطنة العوالق (50) فردًا ومركزها أحور.
5. مشيخة المفلحي: (25) فردًا ومركزها الجربة.
6. سلطنة يافع، بني قاصد: (50) فردًا ومركزها الحصن.
7. مشيخة القاعدة: (35) فردًا ومركزها العوابل.
8. إمارة بيحان: (75) فردًا ومركزها بيحان.

ورغم محدودية عدد قوة الحرس القبلي إلا أنه قد لعب دورًا غير عادي في إخضاع المحميات والسيطرة على مناطقها، حيث كان أفراده يقاتلون بشراسة، وينفذون كل المهام التي كان يوكلها إليهم الضابط السياسي القائد هاميلتون الذي تمكن بهم من إخضاع كل المحميات وزعمائها من السلاطين والأمراء والمشايخ، كما أنهم كانوا أيضا عدة أولئك السلاطين والأمراء والمشايخ في مناطقهم، وكانوا يستبسلون في ضبط الشؤون المحلية والحفاظ على مصالح أمرائهم بحكم علاقة القرابة التي كانت تجمعهم بالسلاطين والأمراء والمشايخ، ودفاعًا عن مصالحهم المشتركة.

### الحرس الحكومي (Government Guard)
تم إنشاء قوات الحرس الحكومي الـ (G.G) في 4 يناير 1938م، أي بعد عام من قرار الحكومة البريطانية تقسيم الجنوب اليمني إلى: “محميات شرقية وأخرى غربية” وتعيين والٍ خاص بكل قسم منهما يتبعه عدد من الضباط السياسيين، بهدف السيطرة المباشرة على المناطق، وكذلك بعد عام من قرار الحكومة البريطانية نقل إدارة عدن ومحمياتها من قيادة سلاح الجو الملكي البريطاني إلى وزارة المستعمرات البريطانية كبداية انتقالية لمرحلة جديدة كان هدفها المزيد من التدخل المباشر والمكثف في شؤون المحميات وإحكام السيطرة عليها بالقوة العسكرية المسلحة، خاصة بعد أن اتسع نطاق الانتفاضات الوطنية المسلحة ضد السياسة الاستعمارية الجديدة في الجنوب المحتل.
كان صاحب فكرة إنشاء هذه القوة هو “باسل سيجر” إلا أن الذي حول الفكرة إلى واقع في الميدان هو الضابط السياسي “هاميلتون”. وقد صار أفراد تلك القوة يسمون باسمه: “عسكر هاميلتون” حتى خلفه الضابط السياسي “شبرد” فسميت القوة باسمه، وكذلك المعسكر:”معسكر شبرد”.
استعان هاميلتون لتدريب تلك القوة بأربعة من الضباط اليمنيين الذين كانوا يعملون في جيش الليوي، وعلى رأسهم أحمد صالح مقطري الذي أصبح القائد اليمني الأول فيها فيما بعد، رغم أنه من شمال اليمن، ورغم إقرار رفض اليمنيين الشماليين في الجيش بعد فشل تجربة الكتيبة اليمنية الأولى، كما سبق الإيضاح، لكن المقطري اُستثني، كما يقول سلطان ناجي، لأنه من “المقاطرة الذين تعرضوا للإفناء والاضطهاد في مطلع حكم الإمام يحيى كما رأينا، ولأنه، كما يصفه هاميلتون: “هادئ وعاقل ويتكلم ببطء، وقد شرفت بصداقته، ولا يعتورني أدنى شك بأن حياتي مدينة له أكثر من مرة، وذلك بسبب نصائحه الصائبة، وهو من الكتيبة اليمنية الأولى”.
- مهام الحرس الحكومي: تحددت مهام الحرس الحكومي بما يلي:
- مرافقة الضباط السياسيين في تحركاتهم إلى مناطق الأرياف المختلفة.
- حفظ الأمن في بعض المحميات، وقد أدت بعض النجاحات التي حققتها تلك القوة إلى افتتاح مراكز جديدة لها في المحميات ذات الأهمية والحيوية ووصل نطاق انتشارها عام 1945م إلى:
  1. إمارة بيحان.
  2. سلطنة يافع السفلى.
  3. سلطنة العوالق السفلى.
  4. مشيخة المفلحي.
  5. ولاية دثينة.
  6. إمارة الضالع.
  7. سلطنة لحج والصبيحة.

وعند إنشاء اتحاد إمارات الجنوب العربي في 11 فبراير 1959م تحول اسم الحرس الحكومي إلى “الحرس الوطني الاتحادي الأول Federal national Guard وصار يعرف اختصارًا بـ”F.N.G1” وبلغت قوته حينذاك (2234) عنصرًا من مختلف الرتب العسكرية. وفي نفس الوقت تم تجميع قوات الحرس القبلي في قوة واحدة أطلق عليها: ”الحرس الوطني الاتحادي الثاني” (F.N.G2) الذي أصبح عدد أفراده بعد التجميع (1659) عنصرًا من مختلف الرتب العسكرية.
وقد تقرر أن يكون الحرس الوطني الاتحادي الأول بمثابة قوة شبه عسكرية متحركة، يتم تشكيلها في كتائب عسكرية، ويكون نطاق مهامها العسكرية مناطق لحج وزنجبار ونصاب.
أما بالنسبة للحرس الوطني الاتحادي الثاني فقد تقرر أن يتحول إلى قوة أمنية ثابتة تتمركز في جميع حصون المحميات وعلى طول مواقع الحدود مع المملكة المتوكلية اليمنية التي بلغت (87) موقعًا في (110) حصنًا.

### الجيش النظامي اللحجي
يعتبر الجيش النظامي اللحجي أقدم الجيوش النظامية المحلية في المحميات حيث أنشأه سلطان لحج أواخر القرن التاسع عشر ليواجه الحروب القبلية بقوة أكثر انضباطًا، وكان السلطان يحتفظ بأسلحة جيش السلطنة في مخازنه ولا يوزعها إلا عند الحروب. وفي وصف لإنجرامز نقلته الباحثة” دلال بنت مخلد الحربي” يقول إنجرامز:
| تاريخ اليمن العسكري | إن جيش سلطان لحج الذي يقوم بحراسة ممتلكاته ينقسم إلى قوات لحج المدربة وهي قوة مكونة من بضع مئات من الرجال، مسلحة تسليحًا جيدًا، وإلى نفر من أتباعه غير النظاميين، وفي حالات منه تستنفر القوات القبلية، ويرأس جيش لحج أخو السلطان الأمير أحمد فضل (القومندان) أما الذي يرأس قوات لحج المدربة فهو ابن أخي السلطان الأمير صالح مهدي، وكان يحمل رتبة مومباشي أي عقيد | تاريخ اليمن العسكري |

وفي عام 1933م قام الضابط السياسي البريطاني إنجرامز بزيارة السلطنة تفقد خلالها وضع قواتها النظامية، ووضع قع الزيارة تقريرًا ضمنه ملاحظاته ومقترحاته لتطوير تلك القوات. وقد أثمر ذلك التقرير بإيكال مهمة إعادة تنظيم وتدريب وتسليح تلك القوة إلى الكولونيل “روبنسون” قائد جيش محمية عدن الذي استعان في ذلك بضباط خدموا في جيش الليوي، الأمر الذي ترتب عليه إحداث نقلة نوعية في الجيش اللحجي الذي أصبح أفضل الجيوش المحلية في المحميات الأخرى، وبلغ تعداد قواته ألف جندي، وكان تسليحه، بالإضافة إلى السلاح الفردي، يتكون من عدد من مدافع الهاون والرشاشات ومنظومة اتصالات سلكية ولا سلكية، وتمركز ذلك الجيش في أهم مناطق السلطنة مثل: رأس العارة، خور العميرة، كرش، الوهط، نوبة دكيم وغيرها.

### التطورات اللاحقة للقوى العسكرية
ترتب على قيام ما سمي يومها بـ”اتحاد إمارات الجنوب العربي” في فبراير 1959م أن تحول اسم جيش محمية عدن “الليوي” إلى “جيش الاتحاد النظامي” federal regular army، وعرف اختصارًا بـ F.R.A، ثم في تطور لاحق صار اسمه: “جيش الجنوب العربي” فعلى أي أساس تم ذلك؟
يشير المؤرخ عبد الله أحمد الثور إلى أن إدارة الاحتلال البريطاني في عدن قد وضعت اتفاقية جديدة مع الحكام المحليين في المحميات قبل الإعلان عن قيام الاتحاد عام 1959، يتعلق بالقوات العسكرية والأمنية التي ينبغي أن تكون ضمن قوام الدولة الاتحادية، وحجمها، ونوعها وعلاقتها المباشرة بها وبحكومة الاتحاد، والتزاماتها نحوهما، والتزامات السلطات الإنجليزية لبناء تلك القوات، وقننتها في أربع قواعد أساسية جاءت في صيغة ملزمة هي:
1. سوف تتخذ المملكة المتحدة تلك الخطوات التي تراها في أي وقت ضرورية أو مرغوبًا فيها للدفاع والأمن الداخلي للاتحاد.
2. سيكون للاتحاد جيشه الاتحادي الخاص به، والذي سيقوم بما يلزم من الخطوات لتطوير قدراته، ليكون في حالة من الكفاءة والاقتدار لحماية الاتحاد.
  - واستنادا إلى الالتزامات التي تعهدت بها المملكة المتحدة بخصوص الدفاع عن الاتحاد، والمصلحة المشتركة بينهما، في تقديم الدفاع المتبادل، فإن الاتحاد سوف يهيئ، بناء على طلب المملكة المتحدة العدد الذي تطلبه من الجيش الاتحادي للخدمة خارج الاتحاد، تحت إشراف ضابط من قوات صاحبة الجلالة في المملكة، كما تختاره المملكة المتحدة. وأن الضابط الذي سيكون قائدًا لجيش الاتحاد سوف يعين من قبل الاتحاد بموافقة المملكة المتحدة.
3. سوف يحتفظ الاتحاد بحرس وطني لفرض صيانة الأمن الداخلي، وحيث يكون ضروريًا للمساعدة في الدفاع عن الحدود، وسيتخذ الاتحاد تلك الخطوات التي يراها ضرورية لصيانته، وستكون الخدمة خارج الاتحاد تحت إشراف الحاكم العام.
4. بناء على التزامات المملكة المتحدة بمقتضى المادة الرابعة من معاهدة الصداقة والحماية بأن تقدم المساعدة المالية الفنية بخصوص تأسيس وصيانة جيش الاتحاد والحرس الوطني للاتحاد، فإن المملكة المتحدة ستقدم ما يتقرر من مساعدات بمقتضى تلك المادة وذلك على المجالات التالية:
  1. التكاليف المالية للموظفين للمساعدة في تشكيل وإدارة وتدريب الجيش الاتحادي والحرس الوطني.
  2. تهيئة سبل إنشاء الجيش والحرس الوطني، بما فيها تقديم المنح الدراسية في الخارج للكوادر التي ستتولى تدريب وإعداد جيش الاتحاد والحرس الوطني.
  3. تقديم المشورة والنصائح اللازمة من قبل الخبراء البريطانيين في المسائل الفنية والحربية.
  4. تقديم المساعدات اللازمة في ما يتعلق بتزويد جيش الاتحاد والحرس الوطني بالمعدات العسكرية اللازمة.
  5. الاستفادة من التسهيلات العسكرية المتوفرة في قاعدة مستعمرة عدن.

وبناء على ما سبق، تشكلت للجيش الاتحادي قيادته اليمنية، وكوادره من الضباط والصف. وفي عام 1962م صدر قانون تعريب قيادة الجيش الاتحادي من الجماعة وحتى الكتيبة فقط. مع وجود المستشارين العسكريين البريطانيين بالطبع. وتحولت تبعية ذلك الجيش، شكليًا، إلى وزارة الدفاع في حكومة الاتحاد، مع أن الواقع كان يقول يومها بأنه وقيادته تابعون حقيقةً لوزارة الدفاع البريطانية، من خلال ممثلها المباشر الحاكم العام في عدن، كما أن ميزانيته قد ظلت حتى عام 1964م تصرف من وزارة الدفاع في لندن، وحتى حين تحولت الميزانية إلى حكومة الاتحاد فإن مصدرها كان الحكومة البريطانية. وقد ظل الجيش الاتحادي كما هو عليه ماديًا وبشريًا حتى سنوات من قيام حكومة الاتحاد، ثم شهد بعض الزيادات الكمية حيث وصل عدد منتسبيه إلى (5500) عنصر من مختلف الرتب، أما تشكيلاته فكانت على النحو التالي:
1. قيادة الجيش بما فيها مكاتب التسجيلات والدفاع، وهي أقرب إلى قيادة لواء مشاة منها إلى قيادة جيش.
2. قيادة المناطق.
3. خمس كتائب مشاة، والسادسة في طور التكوين.
4. كتيبة التدريب، بما في ذلك مركز التدريب.
5. سرية سيارات مصفحة.
6. سرية إشارة.
7. سرية سيارات نقل +فصيلة إمداد وتموين.
8. ورشة.
9. سرية طبية.
10. مخازن للمستودعات (كذا).
11. قسم الحركة.

وقد ارتفع عدد الضباط اليمنيين، بناء على ذلك إلى “149” ضابطا مقابل “77” ضابطًا بريطانيًا، كخطوة على طريق إحلال الضباط اليمنيين الجنوبيين كليةً محل الإنجليز بناء على ما تضمنه القانون الجديد، وذلك في أمد أقصاه عام 1967م. وقد أوصى المجلس الأعلى للاتحاد في مذكرة تحمل رقم (65) وتاريخ 15/ 3/ 1965م بمنع التحاق أبناء شمال اليمن بجيش الجنوب العربي، وتجميد أوضاع بعض من سبق لهم الانتساب إليه، والإحالة على التقاعد للبعض الآخر. وقد نصت المذكرة على:
1. يتوقف في الحال توظيف اليمنيين (يقصد أبناء الشطر الشمالي) في كل من جيش الاتحاد النظامي والحرس الاتحادي.
2. يجب الإحالة على المعاش في الحال لأولئك اليمنيين المستحقين لمكافأة نهاية الخدمة.
3. يجب أن لا ينظر في ترقية أي يمني بعد الآن، وتعتبر رتبهم الحاضرة هي أقصى ما يمكن أن يصلوا إليها.

ومن خلال حجم الميزانية العسكرية لجيش الاتحاد فإن سلطان ناجي قد استدل على أن القوة البشرية له قد تزايدت بعد عام 1962م على النحو الآتي:
1. عدد الأفراد”5500” فرد.
2. الضباط”689” ضابطًا.
3. أولاد وصبيان “133” ولدًا وصبيًا، وهم من أبناء الضباط العاملين في الجيش، وكان يتم إعدادهم وتربيتهم عسكريًا منذ الصغر ليكونوا ضمن القوة العاملة في الجيش مستقبلًا.
4. أتباع “250” تابعًا، وهم المهنيون في الجيش.
5. مدنيون 21 مدنيًا، وهم موظفون متعاقدون يعملون في الجيش.

وقد وصلت الميزانية العسكرية في العام المالي 65/1964م إلى أربعة ملايين دينار.
وقد تم تزويد كتائب جيش الاتحاد النظامي في وقت لاحق ببعض المضادات الجوية، بمعدل أربعة رشاشات من عيار 50 لكل كتيبة، أما أسلحة التدعيم فكانت تؤمنها القوات البريطانية.

### الحرس الاتحادي
وصلت قوة الحرس الاتحادي (الأول والثاني) بحسب ميزانية 65/1964م إلى (4900) جندي وضابط وصف، كما بلغت ميزانيته مليونًا ونصف مليون دينار.
وقبيل موعد الاستقلال قررت الحكومة البريطاني بحسب توصية لجنة فينر إنشاء قوات جديدة ضمن قوام الجيش أهمها سلاحا الطيران والبحرية والمدفعية، وقد تعاقدت وزارة الدفاع في ما سمي بـ “حكومة الجنوب العربي” مع شركة” أيروك سرفيس لمتد” في لندن بتاريخ 27/ 9/ 1967م على تزويد جيش الجنوب العربي بعدد من الطائرات الحربية التالي:
1. 6 طائرات بيفر.
2. 4 طائرات جت بروفوست.
3. 4 طائرات بي.أ. سي 167.
4. 6 طائرات هليوكبتر من نوع سوكس.

وقد تم الاتفاق على أن يبدأ تسليم تلك الطائرات في إبريل 1967م وينتهي في نوفمبر من نفس العام.
وبالنسبة لسلاح البحري تقدمت وزارة الدفاع بطلبات لشراء ثلاث سفن كاسحات ألغام لخفر السواحل تصل أولها في يونيو 1967م.
وفي 28/ 3/ 1967م قرر المجلس الأعلى للاتحاد دمج الحرس الاتحادي الأول بجيش الاتحاد النظامي ليتشكل منهما ما عرف بـ “جيش الجنوب العربي” فيما جرى دمج الحرس الاتحادي الثاني بقوى الأمن ليتكون منهما الشرطة الاتحادية، ابتداء من الأول من يونيو 1967م. وتضمن القرار أن تكون التسميات الرسمية الجديدة بالنسبة للقوات المسلحة على النحو الآتي:
1. جيش الجنوب العربي.
2. سلاح طيران الجنوب العربي، قيد الإنشاء.
3. بحرية الجنوب العربي، قيد الإنشاء.

وأن يكون الأول من يونيو من كل عام هو العيد الوطني للقوات المسلحة الاتحادية.
لم تغب المسألة الوطنية عن أذهان منتسبي القوى العسكرية والأمنية في جنوب اليمن في أي وقت من الأوقات، وإذا ما عدنا إلى بداية هذا الفصل فسنتذكر أن سرية جزيرة ميون، من الكتيبة اليمنية الأولى، قد قامت بقتل قائدها اللفتنانت “لورانس” حين علموا بالنوايا العدوانية الاستعمارية ضد الدولة اليمنية المستقلة، حديثة التكوين، في الشطر الشمالي من اليمن، أي المملكة المتوكلية اليمنية، وهروب أفراد تلك السرية إلى شمال اليمن، وكيف تم تسريح تلك الكتيبة بأكملها، ثم إنشاء جيش الليوي، ومنع قبول أبناء شمال الشمال، أو وفق المصطلح البريطاني: “الزيود” في التشكيل الجديد. بما يعني أن مراهنات المستعمرين على المسألة المذهبية والشطرية والمناطقية في اليمن لضرب بعضهم ببعض قد خسرت في ميدان العمل والحياة العملية.
وقد تكررت المواقف الوطنية للجيش والقوى الأمنية في أكثر من موقف أبرزها انحياز جيش الليوي إلى جانب الجماهير الغاضبة في عدن في الصراع الذي حدث بين المواطنين اليمنيين واليهود عام 1947م، أي قبيل قيام الكيان الصهيوني في فلسطين بعام واحد، حينما بدأت خيوط المؤامرة الصهيونية العالمية تتضح، فقد زج المستعمرون البريطانيون بجيش الليوي ليقوم بفض الاشتباكات بعد فشل قوات الأمن، ولكن جنود وضباط الجيش انحازوا للشعب حينما تلقوا الأوامر بإطلاق النار على المواطنين اليمنيين، ووجهوا بنادقهم، كما يشير سلطان ناجي، صوب المستعمرين. وقد كاد ذلك الموقف يفضي إلى قرار بتسريح جيش الليوي بعد أن قدم مقترح بذلك إلى الحكومة البريطانية في لندن وقابله رأي آخر ببقاء الجيش في الخدمة مع اتخاذ تدابير وقائية تضمن ولاءه لحكومة الاحتلال. ثم كان للجيش ذلك الموقف المشرف حين احتل الثوار مدينة عدن لمدة أربعة عشر يومًا (20 يونيو -4 يوليو 1967م) عقب تمرد قوات الشرطة في معسكر البوليس المسلح (معسكر 20) بعد الاستقلال، حيث ظهر بوضوح انحياز منتسبيه إلى جانب الثورة والفدائيين، فامتد التمرد إلى ثلاثة معسكرات أخرى هي: معسكر ليك (الشهيد عبد القوي)، معسكر شامبيون (النصر) ومعسكر آخر في مدينة الاتحاد (الشعب). الأمر الذي اضطر سلطات الاحتلال إلى جلب المزيد من القوات البريطانية لاقتحام المدينة ولكنها فشلت رغم تكرار المحاولة، ولم تتمكن من دخولها إلا بعد أن أخلاها الفدائيون في الرابع من يوليو 1967م بعد أن حققوا أهدافهم السياسية والعسكرية التي أرادوها. وقد اعتبر كل الأحرار العرب ذلك النصر بمثابة الرد الأول العملي على هزيمة الخامس من يونيو 1967م في الجبهتين المصرية والسورية ليتوج الجيش مواقفه بعد ذلك بانحيازه الكامل والعلني لقيادة الثورة المسلحة، ويحسم الصراع على السلطة الذي كان دمويًا بين مناضلي الجبهتين القومية والتحرير، ثم تحقيق الهدف الأسمى وهو انتزاع الاستقلال في الثلاثين من نوفمبر من نفس العام ليكون الرد اليمني الكبير على العدوان الصهيوني الاستعماري على الأمة العربية الذي بلغ ذروته في الخامس من حزيران على أراضي سيناء والجولان.

## شرق اليمن
كان للمحميات الشرقية تشكيلاتها العسكرية النظامية والقبلية، وذلك في ضوء قوة ونفوذ الأسر التي كانت تحكم حضرموت والمهرة، ونالت بعض تلك التشكيلات شهرة أوسع مثل جيش البادية الحضرمي، أما التشكيلات العسكرية والأمنية فهي:

### جيش المكلا النظامي
أُنشئ ذلك الجيش في نفس الحقبة التي تم فيها إنشاء الجيش اللحجي (أواخر القرن التاسع عشر) وقد تزامن إناؤه مع قيام السلطنة القعيطية التي أسسها بالقوة السلطان غالب القعيطي اليافعي الأصل، إثر عودته من الهند مدعومًا بما يمتلكه من أموال طائلة وخبرة عسكرية اكتسبها من الهند التي عمل فيها زمنا طويلًا تاجرًا وقائدًا عسكريًا ووصل إلى رتبة الجنرال في الجيش الهندي، وكان معززًا بتأييد سياسي بريطاني غير محدود.
أما من حيث التسليح فقد زودها السلطان، وعلى نفقته الخاصة بأنواع مهمة من الأسلحة، بمعايير زمانه أهمها:
1. الأسلحة الفردية المتنوعة.
2. الأسلحة المتوسطة المتمثلة بعدد من الرشاشات مختلفة الأعيرة.
3. الأسلحة الثقيلة من المدافع مختلفة الأعيرة.

وقد تزايد جيش المكلاّ النظامي كماّ وكيفا، وبلغ من القوة والجاهزية ما جعل السلطان غالب القعيطي يعرض على الإدارة البريطانية في عدن مساعدته لها بإرسال فرق من جيشه لطرد الجيش التركي من لحج، لكن الإدارة البريطانية اكتفت بشكره على ذلك العرض.

### الشرطة القعيطية
كانت السلطنة القعيطية تعتمد في قضايا الأمن على قبائل يافع التابعة للسلطان، التي فرضت سطوتها على معظم مناطق حضرموت، وعلى الرغم من أنها قد نجحت في توسيع نفوذ السلطان فإن أعمالها قد أحدثت ردود أفعال غاضبة بلغت حد التمرد.
وعندما تدخل الإنجليز بصورة مباشرة وضاغطة في شؤون مناطق حضرموت في منتصف الثلاثينيات -وحينها كان قد بلغ عدد القوات غير النظامية اليافعية حوالي ألف وأربعمائة مقاتل- فقد كان من أولى توجيهات إنجرامز العمل سريعًا على تسريح تلك القوة، وأوكل إلى مساعده “فيجس” التخلص منها، فقام بطرد معظمهم، وقام بتجنيد من تبقى منهم في ما عرف بـ” الشرطة القعيطية المسلحة” التي خصصت لحماية الأمن داخل المدن، وتم بناء الثكنات والحصون والمراكز الخاصة بها في مختلف المناطق.

### قوة السلطنة الكثيرية
تم إنشاء هذه القوة عام 1937م في ظل الوجود الإنجليزي الذي تحمل الإنفاق عليها وتسليحها وتدريبها تحت إشراف هاميلتون بفعل قربها النسبي من المحمية الغربية.
بلغ عدد هذه القوة (1000) جندي مسلحين بالبنادق الفردية التي أخذت من احتياطي الحرس القبلي، وكان معظم منتسبوها من عبيد السلطان الكثيري، وانحصر نشاطهم في مدينة سيئون والطرق المؤدية إليها.

### جيش البادية الحضرمي
بدأ تكوين النواة الأولى لجيش البادية الحضرمي عام 1939م بموجب مقترح تعدم به المستشار السياسي للسلطنتين القعيطية والكثيرية هاولد إنجرامز إلى وزارة المستعمرات البريطانية التي ردت بالموافقة.
وقد اتُّبع في تشكيل هذا الجيش النّمط الأردني الذي قام عليه تشكيل “جيش البادية الأردني”. وكانت المهمة الرئيسة لجيش البادية الحضرمي هي حفظ الأمن في المحمية الشرقية، وحماية حدودها، وإجراء الاتصالات وتكوين الروابط الاجتماعية والعلاقات السياسية مع التجمعات البدوية على امتداد صحاري حضرموت والمهرة التي لم تكن حتى ذلك الوقت خاضعة لأي من السلطتين المهرية والحضرمية.
وقبل ذلك فإن تشكيلها كان بغرض تحقيق انتشار النفوذ البريطاني في عموم حضرموت والمهرة، وفق الإستراتيجية البريطانية” إلى الأمام”. وكانت تبعية ذلك الجيش للتاج البريطاني مباشرة، شأنه شأن جيش الليوي في المحميات الغربية.
استجلب إنجرامز لتدريب وتنظيم جيش البادية الحضرمي ضباطًا من الفيلق العربي الأردني، واختيرت منطقة “ليجون” بالقرب من غيل ابن يمين في وسط منطقة الحموم ليكون المركز الرئيسي لهذه القوة، وكان الهدف من ذلك، وفق وجهة نظر إنجرامز، هو إبعادها عن كل مراكز التأثير المدني، وقد قاوم أهالي المنطقة وجود ذلك المركز في منطقتهم لكنهم أُخضعوا بالقوة فلم يكن أمامهم سوى الاستسلام.
تكون جيش البادية الحضرمي في البداية من: 50 جنديًا و12 جملًا وسيارتي نقل وجهاز لاسلكي.
وقد تنامى عدد تلك القوة ببطء حيث وصل في عام 1941م إلى سبعين رجلًا، وإلى حوالي تسعين رجلًا في عام 1943، حتى وصل في 1944 إلى ثلاثمائة رجل بالإضافة إلى سبعين رجلًا من المنتسبين إليه من غير النظاميين، أي الملحقين المدنيين، ومائة جندي من الاحتياط. وكان تطور جيش البادية الحضرمي ينعكس إيجابًا على المساحة الجغرافية التي تمتد إليها سيطرته، وقد بنيت له الثكنات والقلاع والحصون في كل منطقة وصلت إليها سيطرته، وتم تزويده بالخدمات الاجتماعية اللازمة وأهمها الخدمات الطبية العسكرية. وحظي برعاية خاصة، وحقق انتشارًا واسعًا في المحميات الشرقية (السلطنة الكثيرية والقعيطية والمهرية، وصار أهم قوة عسكرية فيها، بل ويشار إليه في كل أنحاء الجنوب اليمني كقوة مهمة في المنطقة.

#### تنظيمات عسكرية أخرى
إلى جانب كل ما سبق ذكره، فقد كانت هناك في أرجاء المحمية الشرقية بعض التشكيلات العسكرية المحدودة، كجماعات حراسة، أهمها:
1. الجيش غير النظامي التابع المستشار لشؤون البادية.
2. شرطة المهرة المسلحة، ومقرها الغيضة.
3. مجموعة حراسة سلطان عزان، وتتبع سلطان بئر علي (علي بن أبي طالب).

## شمال اليمن

### الجيش المظفر
منذ أن أسس الإمام الهادي «يحيى بن الحسين بن القاسم» (245هـ-298هـ، 859م-911م) الدولة الزيدية الهاشمية عام 284هـ، 897م، وحتى 1919م، وهو عام تأسيس الجيش النظامي، فإن تلك الدولة التي تميزت بكثرة أشياعها في المناطق الشمالية والشمالية الغربية والمناطق الشرقية من المرتفعات الوسطى وكذلك كل الدول أو الدويلات التي عاصرتها، قد اعتمدت في حروبها التي خاضتها في مواجهة منافسيها، بشكل أساس على أنصارها من رجال القبائل الذين يسكنون المناطق الشمالية والشمالية الغربية والشرقية، وذلك النوع من المقاتلين يمكن تصنيفه في إطار ما عرف، تاريخيًا، بـ«الجيوش الوطنية التقليدية»، التي كان يقودها رؤساء العشائر، والتي ليس لها أية صفة نظامية، باعتبار أن كل رجل في القبيلة جندي من جنودها ، وكان تشكيلها يتم عند الحاجة إليها، أو بتعبير آخر، عند ظهور مشكلات تمس مصالح القبيلة أو الدولة، حيث يتم استنفار المقاتلين بواسطة رؤساء العشائر وشيوخ القبائل، الذين يصبحون عند ذاك، هم «مقدمو» الجيوش القبلية، وقادتها في المعارك الحربية.
تم إنشاء الجيش المظفر عام 1919م، في العام التالي لجلاء الأتراك من اليمن، وتم تشكيله من عدة تشكيلات وهي «الحرس الخاص للإمام (العكفة)» وجيش الضبطية وبقايا الجيش العثماني الذين فضلوا البقاء في اليمن والقبائل المحيطة بصنعاء وبعض المناطق القريبة منها، واختار الإمام يحيى حميد الدين القبليين في الجيش بعناية. تشكلت للجيش المظفر قيادة عليا أطلق عليها اسم (إمارة الجيش) تكونت من أمير ووكيل للجيش وهيئة أركان حرب أطلق عليها اسم «أركان حربية الجيش المظفر»، تتبع إمارة الجيش وتضم ثلاث عشرة شعبة:
عندما أنشئ الجيش المظفر كانت مخازن السلاح مليئة بأعداد كبيرة من البنادق مختلفة الأنواع (حوالي 400.000 بندقية)  بالإضافة إلى بطاريات مدفعية خفيفة وثقيلة، من عيارات وأزان مختلفة، وفقا لاحتياجات البيئة المتنوعة في اليمن، وكذلك أنواع مختلفة من الرشاشات الإنجليزية والعثمانية والإيطالية.
وفي عام 1922 عقدت الحكومة عدة اتفاقات وصفقات لتسليح الجيش مع دول وأفراد كانوا يمثلون دولهم ويأتون إلى اليمن تحت واجهات علمية أو تجارية. ومن تلك الدول إيطاليا وألمانيا وفرنسا، بالإضافة إلى عدد من سماسرة السلاح تم الاتفاق معهم بصورة شخصية. وخطى النظام الإمامي بعد ذلك خطوات أخرى حذرة فيما يتعلق بتسليح الجيش وتحديثه بلغت ذروتها عام 1956 
إلى جانب إخضاع القبائل المتمردة وحماية الإمام والأمراء والشخصيات العامة في الدولة، فإن الجيش يقوم بأعمال الضبط القضائي، والجبايات بالإضافة إلى الأعمال العسكرية المعروفة في الحدود.

#### إنشاء الجيش الدفاعي

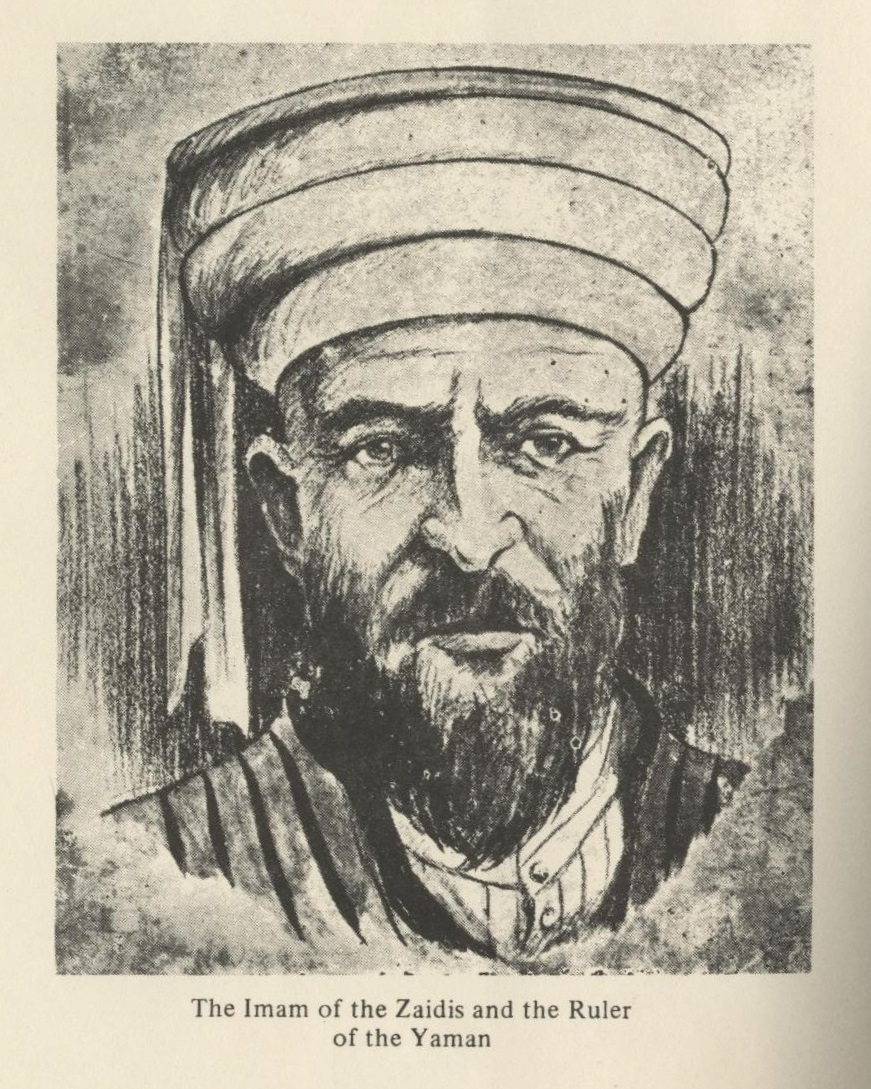
الإمام يحيى حميد الدين إمام اليمن

بعد أن تمكن الإمام يحيى من تحقيق أهم أهداف دولته وحقق قدرًا أكبر من السيطرة على المناطق القبلية وشكل من أبنائها جيشه النظامي الأول، وخاض بهم حملات عسكرية ضد بعضهم وضد كل محاولات التمرد التي واجهتها دولته في مناطق مختلفة من اليمن، تعرض للخطر الإقليمي الآخر (المعروف مسبقًا) من الحدود الشمالية والشمالية الغربية للدولة المتمثل في آل سعود الذين ضموا أجزاء من الأراضي اليمنية ممثلة في المخلاف السليماني (نجران وجيزان وعسير)، وكذلك اشتد خطر الأطماع البريطانية على المملكة من الجهة الجنوبية.
وعندما وصلت التوترات مع السعودية وقوات الاحتلال البريطاني إلى مستوى الاشتباكات العسكرية التي حدثت على الأطراف عام 1934 في الحرب السعودية اليمنية آنذاك، تبين للإمام بعد أن خسر الوطن أجزاء عزيزة منه، أن جيشه دون مستوى منازلة الجيوش النظامية المدربة تدريبا جيدًا والأفضل عدة وعتادًا.
وفي ضوء نتائج تلك الحرب، ونظرًا لتعثر محاولات إصلاح الجيش المظفر، وكذلك ظهور تذمرات في أوساط الضباط، والمستنيرين من دعاة الإصلاح إثر هزيمة الجيش في الحربين، فقد استقر رأي الإمام يحيى حميد الدين على إنشاء جيش جديد وهو «الجيش الدفاعي» عام 1936 يقوم على الخدمة الإلزامية لكل حاملي السلاح بغض النظر عن المستوى العمري. وإصدار تعليمات ملزمة بذلك.
اتخذ الجيش الدفاعي شكلًا آخر من أشكال التنظيم وهو التنظيم الرباعي لكل مستوياته الهرمية. وكانت الأربعة أفواج هي، تقريبًا، قوام كل دور من الأدوار الستة عشر كما تشير سجلات ذلك الجيش. وقد كان الشكل العام للتنظيم الهيكلي للجيش الدفاعي على النحو التالي:
1. أمير الجيش الدفاعي.
2. وكيل الجيش الدفاعي.
3. قادة الطوابير.
4. قادة السرايا.
5. قادة الفصائل.
6. قادة الجماعات.
7. الجنود.

#### تحديث الجيش
بالنظر إلى الضغوط التي مارستها بريطانيا على أميركا ودول الغرب فيما يتعلق بتسليح الجيش اليمني، وفي مقابل الموقف السعودي الذي يدعم الاتجاه الحسني المحافظ، اتجه الإمام محمد البدر بن حميد الدين إلى تحسين علاقته بالرئيس جمال عبد الناصر وحكومة الثورة في مصر، التي أمدته ببعض الخبراء العسكريين والمدرسين. كما اتجه صوب المعسكر الاشتراكي السابق وعقد مع بعض دوله، وخاصة الاتحاد السوفيتي وتشيكوسلوفاكيا والصين، اتفاقيات تضمنت: تزويد اليمن بالأسلحة وصيانتها وتدريب اليمنيين عليها، وشملت 42 طائرة حربية مختلفة و30 دبابة من طراز تي 34 و50 دبابة من عيار 100 ملم مدافع اقتحام و100 مدفع ميدان و70 ناقلة جنود مدرعة و70 سيارة نقل «زل وفورجوٍ».
وقد مثلت تلك الصفقة خطوة كبيرة متقدمة، بل قفزة نوعية في تاريخ الجيش اليمني بالمقارنة مع ما قبلها، فكان لها ما بعدها منذ ذلك التاريخ وحتى يوم 26 سبتمبر 1962.
وقد ترتب على صفقات التسليح خطوات إصلاحية أخرى، أهمها:
1. إعادة فتح الكلية الحربية عام 1957.
2. إنشاء مدرسة الأسلحة في كل من صنعاء وتعز عام 1957.
3. إنشاء كلية الطيران عام 1958.
4. إنشاء مدرسة ضباط الصف عام 1958.
5. إنشاء مركز تدريب المدفعية عام 1958.
6. إنشاء كلية الشرطة في تعز عام 1959، وتخرجت الدفعة الأولى منها هناك.
7. إستقدام بعثة تدريبية– تعليمية سوفياتية
8. استقدام بعثة تدريبية– تعليمية مصرية.
9. استقدام بعثة تعليمية عسكرية سوفياتية.
10. تشكيل وحدات جديدة هي:
  1. الجيش الوطني : وتشكلت له إمارة مستقلة أسوة بالجيشين المظفر والدفاعي، وكان أميره هو العقيد محمد حميد.
  2. فوج البدر، وهو أول وحدة مدرعات في الجيش اليمني.
  3. أنشأ ولي العهد (البدر) مكتبًا خاصًا يتبعه مباشرة ومهمته الإشراف والسيطرة المباشرة على إمارات الجيش، وكان ذلك المكتب هو بمثابة المقدمة لتشكيل قيادة عامة للقوات المسلحة التي ظلت تدار بواسطة إمارات الجيوش (المظفر، الدفاعي، الوطني، فوج البدر).

#### حجم الجيش قبيل الثورة
مع بداية العقد السادس من القرن العشرين، وبعد تلك الإضافات الكمية والنوعية التي تمت في الجيش اليمني خلال المراحل المختلفة لنشوئه، فإن تعداد قوامه البشري قبيل ثورة 26 سبتمبر 1962م قد بلغ (40447) فردًا من مختلف الرتب، موزعين على وحدات على النحو التالي:
1. الجيش المظفر: (22090) فردًا من مختلف المستويات التراتبية.
2. الجيش الدفاعي: (15990) فردًا من مختلف المستويات التراتبية.
3. الجيش الوطني (1396) فردًا من مختلف المستويات التراتبية.
4. فوج البدر: (971) فردًا من مختلف المستويات التراتبية.

#### الدور السياسي للعسكريين
بلغ الدور السياسي العسكري ذروته في 26 سبتمبر 1962، وذلك عندما تمكن تنظيم الضباط الأحرار، وبمشاركة فاعلة من قوى اجتماعية متعددة، من الإطاحة بالنظام الملكي، وإعلان النظام «الجمهوري» الذي تضمن أهدافًا سياسية واجتماعية واقتصادية تكفل الانتقال بالمجتمع اليمني إلى مرحلة تاريخية جديدة، وتحقق تحولات ملموسة في جوانب مختلفة من الحياة الاجتماعية.
ولم تكن ثورة 26 سبتمبر، كحدث تاريخي غير عادي بالنسبة للمجتمع اليمني، إلا محصلة لصراع اجتماعي مرير خاضته كل القوى الاجتماعية المستنيرة التي آمنت بضرورة وحتمية التغيير، وضمت صفوفها مستويات مختلفة من طبقات وفئات وشرائح المجتمع اليمني.
وعندما حان موعد الحدث الثوري، كان العسكريون يقفون في طليعة تلك القوى، ليس ذلك فحسب، بل لقد أصبحوا المحور الرئيس الذي يمسك بزمام التحرك نحو التغيير بحيث لم يكن للقوى الاجتماعية الأخرى إلا أن تلتف كأطراف، حول محور ذلك التغيير. فقد شهدت ساحة العمل السياسي (السري) في اليمن نشاطًا مناهضًا للنظام الإمامي منذ بداية العقد الثالث من القرن العشرين، وشمل ذلك النشاط قوى اجتماعية مختلفة، كان في طليعتها مثقفو المدن، بمن فيهم بعض العسكريين الذين ظلوا يمارسون نشاطهم في إطار الحركة السياسية– الاجتماعية التي حملت على عاتقها عبء الدعوة إلى الإصلاح، ثم العمل من أجل التغيير، وشاركوا في إنقلاب 1948 وانقلاب 1955 الفاشلتين.
ومع نهاية العام الأول من ستينات القرن العشرين، كان العسكريون قد نهجوا نهجًا آخر في نشاطهم المضاد للنظام الإمامي، حيث أنشأ البعض من صغار ومتوسطي الضباط تنظيمًا سياسيًا- عسكريًا خاصًا هو «تنظيم الضباط الأحرار» وأصبح دورهم أساسيًا، وحاجة القوى الوطنية إليهم ملحة فيما يتعلق بإنجاز الأهداف الرئيسة لقوى المعارضة.
كان تنظيم الضباط الأحرار، قد اقتصر في عضويته على صغار ومتوسطي الضباط، وكان التنظيم في ما يتعلق بمسألة الحكم، كما يقول بعض قادته (مقتنعًا تمام الاقتناع) بعدم تحمل المسؤولية السياسية الجسيمة في الحكم، تاركًا تلك المسؤوليات السياسية للآباء من العسكريين والمدنيين الذين سبق لهم أن خاضوا تجارب سياسية كثيرة، على أن تسير الأمور وفقًا لأهداف الثورة الستة التي أعدها التنظيم، وعلى أن يمثل التنظيم في مجلس قيادة الثورة شخصان من اللجنة القيادية هما الرئيس (النقيب) عبد اللطيف ضيف الله والملازم علي عبد المغني، وبقية عناصر التنظيم تتفرغ لبناء الجيش الوطني القادر على حراسة البلاد وحماية الثورة ومكاسبها. ويعلل الضباط السبتمبريون ذلك بقولهم: «إن الثورية التي تمنح أصحابها حق الاستبداد بالحكم دون فسح المجال للخبرات والكفاءات الوطنية لا تعتبر ثورية وإنما انتهازية» 

### الجمهورية العربية اليمنية

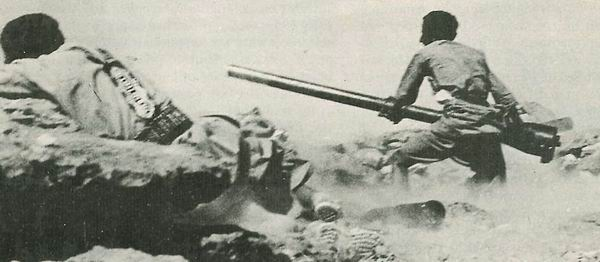
القتال خلال ثورة 26 سبتمبر اليمنية

جنود مؤيدون للجمهوريين شاركوا في معارك نقيل يسلح أثناء حصار صنعاء

في الشمال اليمني كان مسار التطور التاريخي للجيش مختلفًا إلى حد كبير عما حدث في الجنوب، فقد ورث الحكم الجمهوري الذي استولى على السلطة في ثورة 26 سبتمبر (1962) هياكل اسمية للدولة وأجهزتها، وكان الجيش إحدى تلك المسميات الهشة ، ثم عملت أحداث الحرب الأهلية بين الملكيين والجمهوريين (1962-1970) على إبطاء عملية بنائه بطريقة صحيحة، وظل محكومًا بقوى النفوذ القبلي والعسكري ومخترقا من أكثر من جهة حزبية، الأمر الذي جعله يفتقد وحدة القيادة ووحدة العقيدة القتالية، على العكس مما كان موجودًا في الجنوب.
وانعكست حالة عدم الاستقرار السياسي والتنازع على السلطة على الجيش، خاصة بعد اغتيال الرئيس السابقإبراهيم الحمدي (1974)، وتمرد قطاعات مهمة منه (قوات العمالقة) ضد الرئيس السابق أحمد الغشمي، وصولًا إلى الانقلاب الناصري العسكري في أكتوبر 1978 والذي رغم فشله فإنه زاد من حالة الانقسام والتدهور في الجيش، حتى وصل إلى أسوأ مراحله في حرب 1979 اليمنية مع الماركسيين في الجنوب، عندما انكشف ضعفه وسوء أوضاعه، وعجزه عن الدفاع عن أراضيه.
ومن المفارقات المثيرة أن حرب 1979 اليمنية كانت حدًا فاصلًا في تاريخ جيشي اليمن فيما يتعلق بمراحل القوة والضعف، فالجيش في الجنوب بدأ يعاني في ثمانينيات القرن الماضي من مرحلة تدهور في وحدته وجاهزيته القتالية بسبب تصاعد الصراعات الدامية داخل الحزب الاشتراكي الحاكم في عدن.

#### فترة السلال

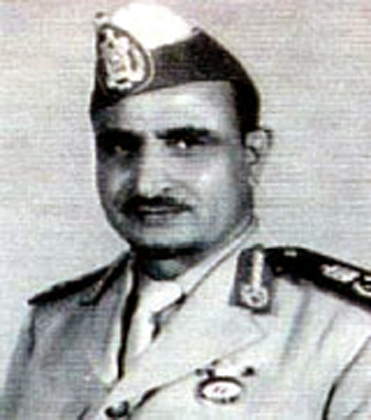
عبد الله السلال أول رئيس للجمهورية العربية اليمنية (سبتمبر 1962 - نوفمبر - 1967)

كتيبة دبابات تي-34 تابعة للجمهوريين(1967)

كان الهدف الثاني من أهداف الثورة السبتمبرية ثورة 26 سبتمبر «بناء جيش وطني قوي لحماية البلاد وحراسة الثورة ومكاسبها» من أهم أهداف الثورة.
لم يكن هناك ثمة مجال للعمل على إعادة تنظيم الجيش المظفر والدفاعي فأوضاعها كانت تعاني من تدهور إداري وعسكري لا تسمح له بخوص حرب تقودها وتمولها وتعد لها قوى أقليمية ودولية بإمكانيات حديثة وأسلوب معاصر جمع بين الحرب النظامية وحرب العصابات، فأضطرت القيادة الثورية للزج بهما في المعارك بكل تشكيلاتها منذ بداية الثورة والعمل على إنشاء الجيش اليمني الحديث القادر على مواجهة الأعداء بكفاءة واقتدار بالأدوات والأساليب القتالية المعاصرة.
فُتحت أبواب التجنيد العام للتطوع في القوات المسلحة في كل المحافظات، وفُتحت لذلك الغرض معسكرات الاستقبال ومراكز التدريب، وبوشر إعداد النواة الأولى للجيش الثوري المعاصر بشكل ومضمون ثوريين معاصرين.
لعب المصريون في عملية بناء الجيش الوطني الحديث دورًا مشهودًا، سواء من خلال إحضار الكوادر المتخصصة المتمثلة في«هيئة الخبراء العرب» للمشاركة الفعالة في إعداد وبناء الجيش اليمني في الداخل، أو من خلال فتح أبواب الكليات والمعاهد ومراكز التدريب وهيئات التخصص العسكرية في الجمهورية العربية المتحدة لمنتسبي القوات المسلحة الثورية الجديدة، حيث تم تدريب وإعداد أربع ألوية مشاة كاملة التشكيل في معسكرات وهيئات الجيش المصري، وهي كالتالي (لواء الثورة - الكتيبة الأولى من لواء النصر - لواء الوحدة - لواء العروبة)
ومع حلول منتصف مارس 1966، بعد أن عاد من ميادين التدريب في الجمهورية العربية المتحدة آخر لواء مشاة تم إرساله إلى هناك، ونعني به «لواء العروبة»، فإنه قد كانت في الميدان النواة الأولى للجيش اليمني الثوري المعاصر.
وفي ظل الاضطرابات والفوضى التي شهدتها العديد من ميادين القتال، بسبب غياب القيادة العسكرية الموحدة، فإن الخطوة الأولى لقيادة الثورة قد تمثلت في تشكيل قيادة موحدة للجيش تمثلت في «هيئة أركان حرب القوات المسلحة ورئاستها»، فتم إنشاء الهيئات القيادية التالية :
1. هيئة العمليات الحربية برئاسة النقيب عبد اللطيف ضيف الله وزير الداخلية.
2. هيئة إدارة الجيش.
3. هيئة الإمداد والتموين.
4. هيئة التسليح العسكري العام.

وقد كانت هيئة العمليات الحربية هي أعلى سلطة عسكرية، بعد القائد الأعلى للقوات المسلحة عبد الله السلال، بعد الثورة، وقد كانت من أولى إجراءات القيادة، إعادة فتح الكلية الحربية وكلية الشرطة، وافتتاح معهد عسكري في مدينة تعز هو المركز الحربي الذي تولى تأهيل الضباط في مختلف التخصصات، بخبرات سوفياتية في الغالب.
ومن أول ما قامت به الهيئة، صاغت تنظيمًا جديدًا لقيادة القوات المسلحة، كان على رأسه القائد العام للقوات المسلحة، يليه رئيس هيئة أركان حرب القوات المسلحة والفروع التابعة له.
وقد تم إعداد الهيكل التنظيمي العام للقيادة العامة للقوات المسلحة ورئاسة الأركان، والهياكل التنظيمية للفروع، وتحديد مهامها وواجباتها، وتعيين قياداتها. وتم تعيين المقدم حمود بيدر رئيسًا لأركان حرب القوات المسلحة. وكان قد عُيِن في هذا المنصب من قبله، لفترة زمنية قصيرة، العميد أحمد الآنسي. أما القائد العام للقوات المسلحة فقد كان (العميد) عبد الله السلال.
ثم تقرر إعادة تنظيم القوات المسلحة لتكون على النحو التالي (سلاح المشاة ويضم كل ألوية المشاة - سلاح المدفعية - سلاح المدرعات - سلاح الطيران - سلاح البحرية - سلاح المهندسين - سلاح الإشارة) واستمر البناء العسكري في إطار هذه التشكيلات في الجمهورية الأولى حتى بداية العام 1967، حيث تم تشكيل لواء جديد أطلق عليه حينها اسم «اللواء العشرين حرس جمهوري»، وتعين لقيادته المقدم طاهر الشهاري.

#### فترة الإرياني

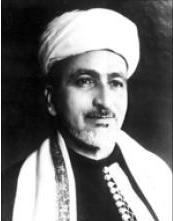
عبد الرحمن الأرياني ثاني رئيس للجمهورية العربية اليمنية

وبعد انقلاب 5 نوفمبر 1967 على الرئيس عبد الله السلال وصعود الرئيس عبد الرحمن الأرياني، تغيرت تسميته إلى اللواء العاشر مشاة، وفي نفس الوقت، تم إنشاء القوات الجوية اليمنية، وكان للاتحاد السوفياتي دور مشهود في سرعة تزويد هذه القوة الجديدة بعدد من الطائرات المقاتلة والقاذفة والنقل والطائرات المروحية، كما تم تزويد القوات البحرية اليمنية بعدد من القطع البحرية متعددة الأنواع والأغراض لتتولى حماية المياه الإقليمية والسواحل اليمنية. تبع ذلك، عقب انتصار القوى الجمهورية، وحصار القوى الملكية لصنعاء الشهير بحصار السبعين، تشكيل لواء العاصفة في منطقة السخنة في الحديدة بقيادة العقيد علي سيف الخولاني، وتم نقله إلى صنعاء في أوائل 1968.
وتشكلت وحدات عسكرية جديدة هي لواء العمالقة ولواء المغاوير ولواء الاحتياط ولواء أمن القيادة، واستقال الرئيس عبد الرحمن الأرياني في 13 يونيو 1974.

#### فترة الحمدي

إبراهيم الحمدي ثالث رئيس للجمهورية العربية اليمنية (يونيو 1974 - أكتوبر 1977)

بعد استقالة الأرياني صعد الرئيس إبراهيم الحمدي للحكم وبعد عام من ذلك في 1975، جرت إعادة تنظيم واسعة للقوات المسلحة، وتم عزل عدد من كبار القادة واستبدل بهم قادة من الموالين للتوجه الثوري الجديد الذي يقوده الرئيس الجديد الحمدي، حيث تم دمج عدد من الوحدات لتتشكل منها أربع قوى رئيسة على النحو التالي:
1. لواء العمالقة والوحدات النظامية، وتشكلت منهما «قوات العمالقة».
2. لواء العاصفة ولواء الاحتياط، وتشكلت منهما «قوات الاحتياط العام».
3. سلاح الصاعقة وسلاح المظلات + لواء المغاوير وتشكلت منهم «قوات المظلات».
4. سلاح الشرطة العسكرية وأمن القيادة، وتشكلت منهما «قوات الشرطة العسكرية». أغتيل الحمدي وصعد بعده أحمد الغشمي [14][15] والذي أغتيل في أقل من عام من وصوله للرئاسة[16][17]

#### فترة الغشمي

أحمد حسين الغشمي رابع رئيس للجمهورية العربية (أكتوبر 1977 - يونيو 1978)

خلف الغشمي إبراهيم الحمدي في رئاسة الجمهورية العربية اليمنية لأقل من سنة واحدة، ومن ثُم قُتل في24 يونيو 1978 في مؤامراة غير واضحة الأبعاد بتفجير حقيبة مفخخة أوصلها له مبعوث الرئيس الجنوبي سالم ربيع علي، ليعقبه سالم ربيع في القتل بعد أشهر بتهمة اغتياله رغم تعهده بالانتقام من قتلته .

#### فترة صالح
بعد أقل شهر من مقتل الغشمي، أصبح علي عبد الله صالح عضو مجلس الرئاسة رئيس الجمهورية العربية اليمنية بعد أن انتخبه مجلس الرئاسة بالإجماع ليكون الرئيس والقائد الأعلى للقوات المسلحة اليمنية.

## بعد الوحدة

### فترة صالح

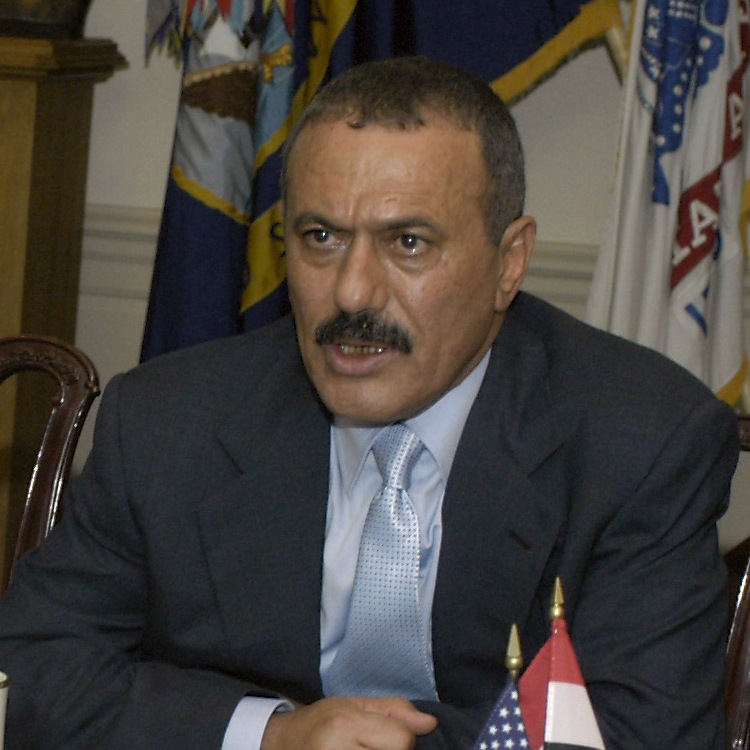
علي عبد الله صالح خامس رئيس للجمهورية العربية وأول رئيس للجمهورية اليمنية بعد الوحدة، وترأس اليمن لمدة 33 عامًا (يونيو 1978 - فبراير 2013)

منذ صعود علي عبد الله صالح أجرى عملية تغيير واسعة في القوات المسلحة شملت الكم والكيف والإعداد القتالي والمعنوي والولاء السياسي، والشكل والمضمون القيادي، وتمحورت عملية التغيير حول تسليم أهم المناصب القيادية على مستوى القوى والمناطق والوحدات العسكرية لأقرباء الرئيس السابق صالح وأبناء قبيلته، وتم إنشاء وحدات عسكرية جديدة أهمها: اللواء الثامن صاعقة، الدفاع الجوي، الدفاع الساحلي، واتسعت أفقيا ألوية المشاة وتسلم قيادة معظمها أقرباء وأبناء قبيلته وتشكلت أربع مناطق عسكرية، وصار الرأس القائد لتلك التكوينات على النحو التالي:
1. القوات الجوية، الرائد (لواء في ما بعد) محمد صالح الأحمر، أخ غير شقيق للرئيس السابق صالح.
2. الدفاع الجوي، محمد علي محسن الأحمر من قرية الرئيس السابق صالح.
3. الحرس الجمهوري اليمني الذي أصبح جيشا قائما بذاته، بقيادة الرائد (لواء في ما بعد) علي صالح الأحمر، أخ غير شقيق للرئيس صالح. ثم تم عزله وتسلم قيادة الحرس الجمهوري لأبنه أحمد علي عبد الله صالح وأنشئت تحت قيادته أيضًا القوات الخاصة التي حظيت بدعم أميركي مباشر وقوي.
4. الفرقة الأولى مدرع، علي محسن الأحمر، من قبيلة وقرية الرئيس السابق صالح.
5. اللواء الثالث مشاة مدعم بقيادة الرائد عبد الله القاضي، من قبيلة صالح.
6. اللواء 130 مشاة مدعم، بقيادة الرائد عبد الله فرج من قبيلة صالح.
7. معسكر خالد، وفيه قوة عسكرية ضاربة بقيادة الرائد أحمد فرج ثم الرائد صالح الظنين، والاثنين من قبيلة صالح.
8. اللواء الثامن صاعقة، بقيادة الرائد محمد إسماعيل، من قبيلة صالح.
9. اللواء 56 المقدم، بقيادة أحمد إسماعيل علي أبو حورية من قبيلة صالح.
10. اللواء الأول مشاة، بقيادة الرائد مهدي مقولة، من قبيلة صالح، ثم تولى أركان حرب الشرطة العسكرية ثم قيادةالحرس الخاص.
11. قوات الأمن المركزي اليمني، وهي قوة ضاربة تتشكل من أكثر من عشرة ألوية، تسلم قيادتها المقدم محمد عبد الله صالح شقيق الرئيس السابق صالح، وورثه ابنه العقيد يحيى محمد عبد الله صالح.
12. وأخيرًا تشكل الأمن القومي اليمني وهو أمن مخابرات، بقيادة عمار يحيى محمد عبد الله صالح. ابن أخ الرئيس السابق صالح.

بدأ الجيش في الشمال يشهد مرحلة بناء جديدة تحت قيادة واحدة تدين بالولاء المطلق للرئيس صالح لأن معظمها من أقاربه وأبناء منطقته أو غير مسيسين، مستفيدًا من حالة الاستقرار الكبيرة نسبيًا في فترة الثمانينيات، وتلاشي الأخطار الداخلية. وظل حال الجيشين كذلك حتى كانت المواجهة الأخيرة التي تمت عام 1994 تحت شعارات: إصلاح الوحدة من جانب، وحماية الوحدة من جانب آخر، حول الجيش من مؤسسة وطنية إلى ما يشبه الإقطاع العائلي، أداره الرئيس السابق عبر شبكة من العلاقات الشخصية والمحسوبية القائمة على الولاء العصبي العائلي والقبلي وتبادل المنافع. وكان الالتحاق بالجيش وكلياته العسكرية امتيازًا تحظى قبيلة صالح والقبائل الموالية لها بالنصيب الأكبر منه.
ويتم منح الترقيات والرتب العسكرية خارج معايير الأقدمية والتراتبية العسكرية، وأحيانًا كهبات بغرض المراضاة وكسب الولاءات، ويتم التعيين في المناصب القيادية على أساس الولاء وليس الكفاءة. وبعد حرب صيف 1994، مارس النظام السابق سلسة من الإجراءات والسياسات زادت من هشاشته المؤسسية، كان أهمها استبعاد الآلاف من الجنود والضباط المنتمين للمحافظات الجنوبية وإحالة العديد منهم إلى التقاعد الإجباري، ومنح من تبقي منهم مناصب إدارية أو استشارية ثانوية. وفي خطوة لاحقة، اتجه صالح لتسليم المناصب الحساسة في المؤسسة العسكرية والأمنية لجيل الشباب من أسرته تمهيدًا لمشروع التوريث، وكان ذلك بمثابة التصدع الرئيسي في نظام صالح؛ إذ أثار قراره حفيظة حلفائه القدامى من ذات القبيلة، وخلق انقسامًا غير معلن داخل الجيش، جاءت الثورة لتظهره وتخرجه للعلن.
وحين تشكلت المناطق العسكرية كانت قياداتها على النحو التالي:
1. المنطقة الشمالية الغربية المقدم علي محسن صالح.
2. المنطقة المركزية المقدم علي صالح الأحمر.
3. المنطقة الجنوبية المقدم محمد علي محسن، بعد ما جرى دمج الدفاع الجوي بالقوات الجوية بقيادة محمد صالح الأحمر.
4. المنطقة الجنوبية، المقدم محمد إسماعيل قائد «اللواء الثامن صاعقة»، ثم سلمت لمحمد علي محسن الأحمر الذي سلم قيادة المنطقة الجنوبية للعميد مهدي مقولة، وتسلم منه قيادة الحرس الخاص العميد طارق محمد عبد الله صالح.

أحكم صالح قبضته على الدولة كاملة والجيش خاصة بعد نجاحه في هزيمة حركة الانفصال، وظلت القيادة الفعلية في أيدي رجال منطقته. لكن قانون الصعود والهبوط بدأ يفرض حكمه على دولة صالح، وبدأ مشروعتوريث الحكم لابنه أحمد يفرض أجندة أخرى ستنعكس مستقبلًا سلبيًا على وحدة القيادة والجيش، وحتمت فكرة التوريث 
إخلاء الساحة من الشخصيات العسكرية القوية بكل الوسائل ومحاولات تصفيتها بعض الأوقات كما حدث في نزاع صعدة مع قائد الفرقة الأولى مدرع  أو على الأقل إضعافها وأدخالها في حروب ومعارك والبلد في غنى عنها لتجفيف مصادر قوتها، وتفكيك أجزاء مؤسساتها العسكرية تدريجيا لمصلحة قواتالحرس الجمهوري التي سلمها صالح لابنه في 2004، واعتمدت دون إعلان رسمي الجيش الحقيقي للبلاد، وسخرت لها الإمكانيات المالية الضخمة، وصفقات تسليح المتقدمة، وحظيت بالنصيب الأوفر من الدعم الدولي فنيًا وتدريبًا وخبرات.
أستمر صالح رئيساً حتى قيام ثورة الشباب اليمنية والتي كان أبرز وأهم مطالبها إعادة بناء المؤسسة العسكرية على أسس وطنية، أدت الثورة لإطاحة صالح وأقاربه من الحكم ومن السيطرة على مفاصل الدولة في فبراير 2012، وأجرى الرئيس هادي إعادة هيكلة واسعة للجيش.

### الثورة الشبابية وإعادة الهيكلة

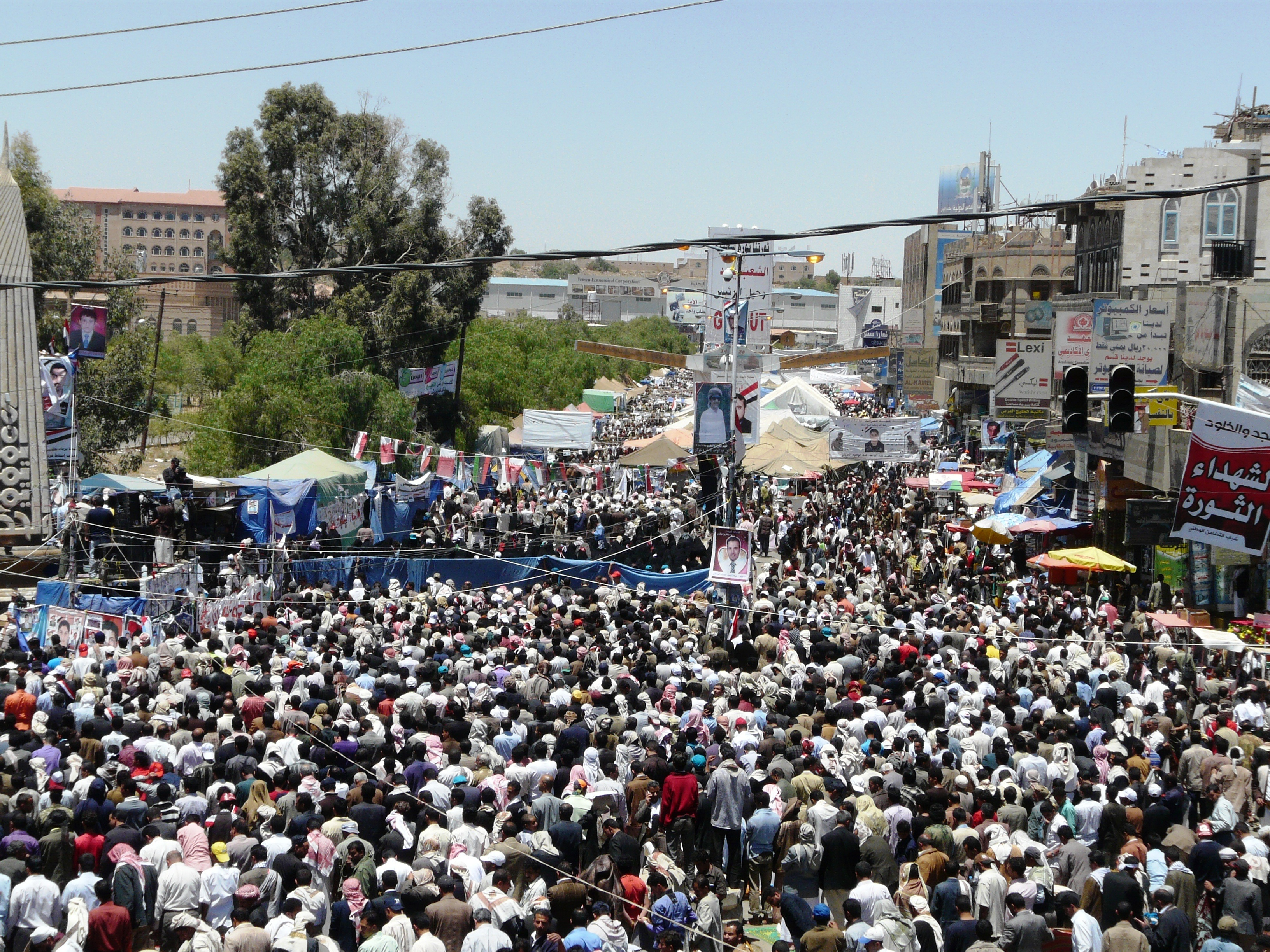
مشاهد يومية للمظاهرات المطالبة برحيل النظام فيصنعاء، ومحافظات يمنية عديدة

لعب الجيش اليمني، في ظل حالة الانقسام والاستقطاب السياسي والاجتماعي الحاد خصوصًا بين بعض الأطراف، دور الضامن الوحيد للاستقرار، والحفاظ على وحدة البلد وحماية مصالحه العليا. وقد سعت قرارات الهيكلة لإصلاح مؤسسة الجيش في ثلاثة جوانب رئيسية، كان أهمها إنهاء حالة الانقسام في الجيش الناتج عن انشقاق جزء كبير منه وانضمامه إلى الثورة الشبابية، وذلك بتفكيك منظومة الحرس الجمهوري المحسوبة على النظام السابق (تقدر بـ 33 لواء مع القوات الخاصة)، والفرقة الأولى مدرع المحسوبة على الثورة (تقدر بـ 23 لواء)، وتوزيع ألويتهما ضمن الهيكل التنظيمي الجديد للجيش. والجانب الثاني، إعادة البناء المؤسسي للجيش ومعالجة الاختلالات البنيوية والمؤسسية العميقة، الناتجة عن السياسات التي مارسها نظام علي عبد الله صالح في الجيش خلال 33 سنة.
أما الجانب الثالث الذي هدفت إليه الهيكلة، فهو إصلاح علاقة الجيش بمنظومة الحكم والسياسة، من خلال استبعاد وإضعاف مراكز النفوذ السياسية فيه، وتحويله إلى مؤسسة احترافية محايدة تخدم مصالح الدولة العليا فقط، متجردة من الولاءات الفرعية، ولا تنحاز لمصلحة أي طرف سياسي أو اجتماعي. ورغم أن قرارات الهيكلة حققت خطوة مهمة في هذا الجانب، إلا أن الواقع يشير أنها وحدها لا تكفي، وهناك حاجة ماسة لإجراءات إضافية، تحتاج إلى وقت، وقبل ذلك إرادة سياسية حقيقية ونوايا صادقة؛ فقد أظهرت الثورة وجود خلل في التركيبة البنيوية للجيش، وضاءلت التعدد الاجتماعي فيه كون قبيلة الرئيس صالح كانت الرافد البشري الأول له لسنوات طويلة. وضعف الوعي القيمي لمنتسبيه، وظهور الحاجة لإصلاح العقيدة القتالية، وإعادة بناء منظومة القيم واتجاهات الولاء لدى منتسبيه، بما يؤدي إلى تعزيز وظيفة الجيش كمؤسسة للدمج الاجتماعي، وإعلاء الهوية الوطنية لتكون فوق الهويات الفرعية المناطقية والحزبية والمذهبية داخل الجيش. ويحتاج ذلك إلى ترسيخ الشعور بالعدالة والمساواة لدى منتسبيه، والالتزام الصارم بالمعايير المؤسسية في منح الترقيات والتعيين في المناصب، وتفعيل أنظمة المحاسبة والمساءلة ونظام التقاضي داخل المؤسسة العسكرية لمنع الانحرافات والبت العادل في التظلمات.

### فترة هادي

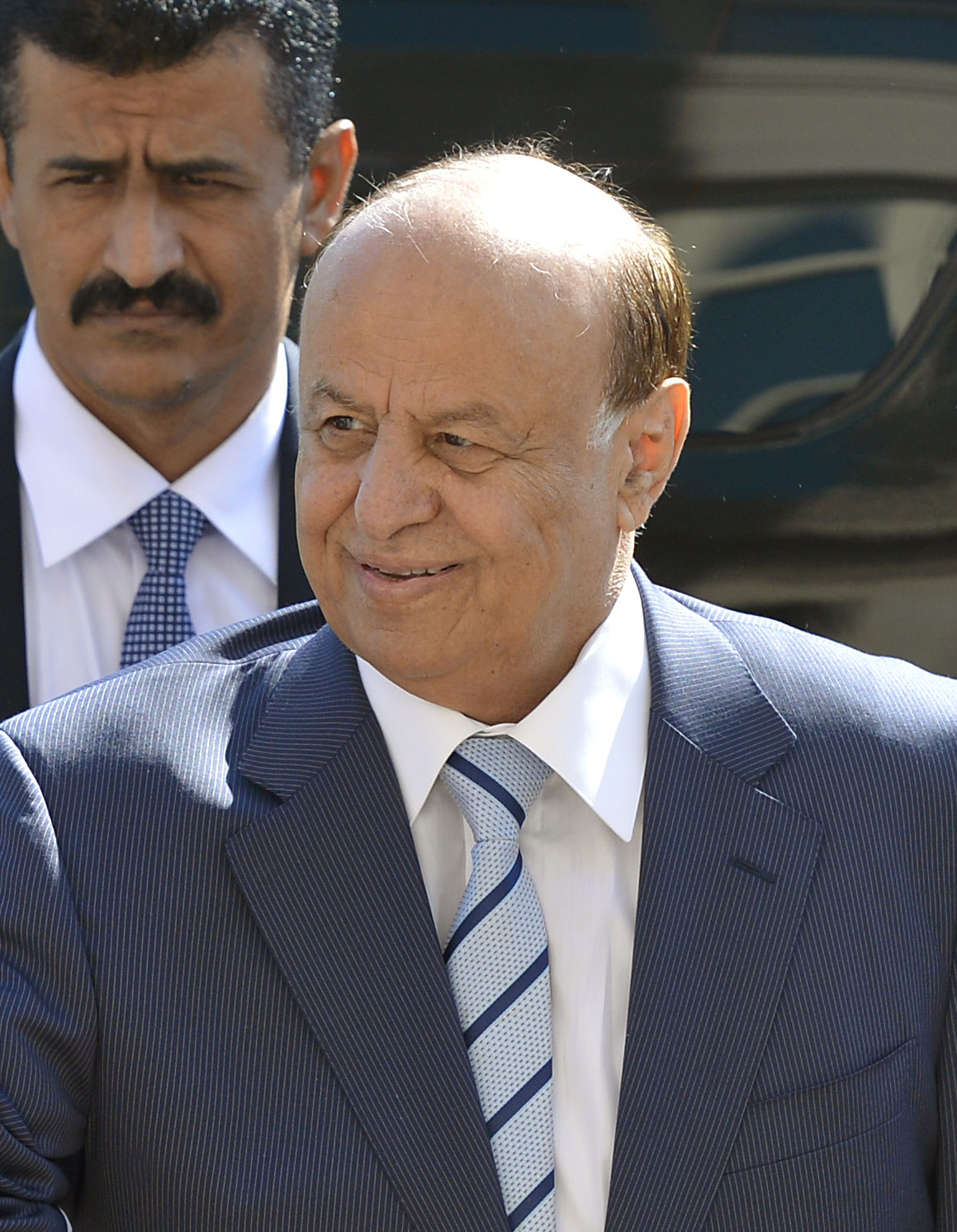
الرئيس عبد ربه منصور هادي الرئيس الثاني للجمهورية اليمنية

منذ صعود الرئيس عبد ربه منصور هادي لرئاسة اليمن عمل على إعادة بناء الجيش من كافة الجوانب عبر تغيير الكثير من قادته وعزل أقارب الرئيس السابق علي عبد الله صالح من مراكز نفوذهم في الجيش والأمن وإعادة تقسيم مسرح العمليات العسكرية وإلغاء وحدات عسكرية كبيرة ودمج القوات مع بعضها لتكون جيش واحد.
تضمنت هيكلة الجيش إعادة تقسيم مسرح العمليات العسكرية إلى 7 مناطق عسكرية والتي كانت مسبقًا 5 مناطق وإعادة مكان قيادة المنطقة المركزية إلى محافظة ذمار كما كان عليه قبل صعود صالح للرئاسة والذي نقله للعاصمة صنعاء ، وتضمنت الهيكلة تشكيل مجلس عسكري استشاري للقائد الأعلى للقوات المسلحة واستحداث مناصب عليا في الجيش ووزارة الدفاع كمنصب المفتش العام للقوات المسلحة ونائب لرئيس هيئة الأركان العامة واربعة مساعدين لوزير الدفاع، وتشكيل خمس هيئات في رئاسة هيئة الأركان العامة.
في أغسطس 2012 قضت قرارات بإنشاء تشكيل الحماية الرئاسية وإلحاق ألوية من الفرقة والحرس إلى قيادة المناطق العسكرية العاملة فيها ، وفي ديسمبر أعيد تشكيل القوات المسلحة وإنشاء تشكيل الاحتياط الإستراتيجي وإلغاء الحرس الجمهوري والفرقة الأولى مدرع ، وقضت قرارات في 10 أبريل بتعيين علي محسن الأحمر(قائد الفرقة الأولى مدرع سابقًا) والذي أعلن تأييده للثورة الشبابية بتعيينه مستشار للرئيس، بينما أستبعد أحمد علي عبد الله صالح (قائد الحرس الجمهوري اليمني سابقًا) والنجل الأكبر لعلي عبد الله صالح من أي منصب عسكري وعين سفيرًا لدى الإمارات. فيما عين طارق محمد عبد الله صالح (قائد الحرس الخاص سابقاً) سفيراً في ألمانيا ومحمد علي محسن الأحمر (قائد المنطقة الشرقية سابقاً) ملحق عسكري في سفارة اليمن فيقطر، وعمار محمد عبد الله صالح (وكيل الأمن القومي سابقاً) ملحق عسكري في سفارة الجمهورية في إثيوبيا، وهاشم عبد الله بن حسين الأحمر ملحقاً عسكريًا في سفارة اليمن لدى السعودية، وقالت هيومن رايتس ووتش إن قيام الرئيس هادي في بإزاحة شخصيات على صلة بالانتهاكات من القيادة العسكرية أحمد علي عبد الله صالح وعمار محمد (وكيل الأمن القومي سابقاً) وطارق محمد عبد الله صالح (قائد الحرس الخاص سابقاً)، يمثل خطوة مهمة في المرحلة الانتقالية في اليمن بعد الثورة. ولكن تعيينهم في مناصب من شأنها أن تمنحهم الحصانة الدبلوماسية، يعد من بواعث القلق  حيث قالت هيومن رايتس ووتش أنها وثقت أدلة على انتهاكات جسيمة لحقوق الإنسان تورطت فيها القوات الخاضعة لقيادة هؤلاء الرجال الثلاثة، بما في ذلك الاعتداءات على المتظاهرين والاعتقال التعسفي والتعذيب وأعمال الاختفاء القسري.
وقضى القرار 21 بتخصيص مقر معسكر الفرقة الأولى مدرع (سابقاً) بالعاصمة صنعاء ليكون حديقة عامة تسمى حديقة 21 مارس 2011  وهو تاريخ انضمام علي محسن الأحمر للثورة الشبابية.
وفي خطوة لتقوية وزارة الدفاع قضى القرار رقم 16 لسنة 2013 بتشكيل احتياط وزارة الدفاع بقيادة «علي علي الجائفي»، حيث تكون مقر قيادة التشكيل الجديد في «معسكر 48» والذي كان مقر لقيادة ما كان يسمى بالحرس الجمهوري بحيث يتبع الاحتياط وزارة الدفاع والأركان العامة، ويستخدم للقتال بقرار من القائد الأعلى للجيش.

## اقرأ أيضاً
- تاريخ عسكري